# الدوري السويدي الدرجة الثانية 1965
الدوري السويدي الدرجة الثانية 1965 (بالسويدية: Division II i fotboll 1965)‏ هو موسم من الدوري السويدي الدرجة الثانية. فاز فيه غيفلي.